# Al-Karimah
Al-Karimah (tiếng Ả Rập: الكريمة; cũng đánh vần Karto al-Karimeh) là một thị trấn nhỏ ở phía tây bắc Syria, một phần hành chính của Tỉnh Tartus. Nó nằm ở đồng bằng Akkar ở phía bắc biên giới với Lebanon và phía đông nam của al-Hamidiyah. Theo Cục Thống kê Trung ương Syria (CBS), al-Karimah có dân số 3.461 trong cuộc điều tra dân số năm 2004. Đây là trung tâm hành chính của Phân khu Karimah (nahiyah) bao gồm 12 địa phương với dân số tập thể là 17.271. Cư dân của nó chủ yếu là Alawites.